# Euselasia ethemon
Euselasia ethemon är en fjärilsart som beskrevs av Pieter Cramer 1775. Euselasia ethemon ingår i släktet Euselasia och familjen Riodinidae. Inga underarter finns listade i Catalogue of Life.

## Bildgalleri

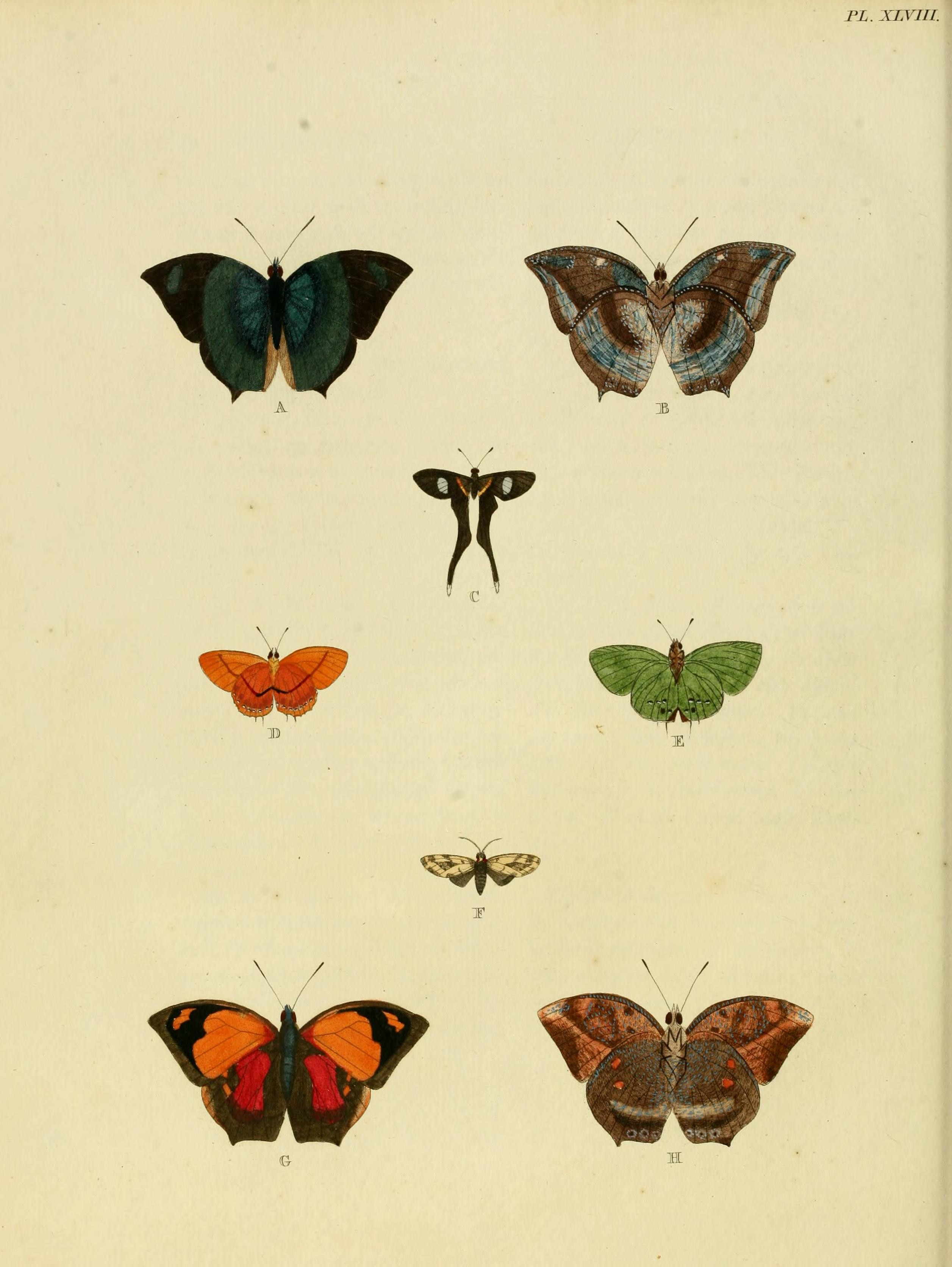